# Guhrow
Guhrow, niedersorbisch Góry, ist eine Gemeinde im südöstlichen Teil Brandenburgs im Landkreis Spree-Neiße. Sie gehört zum Amt Burg (Spreewald).

## Geografie

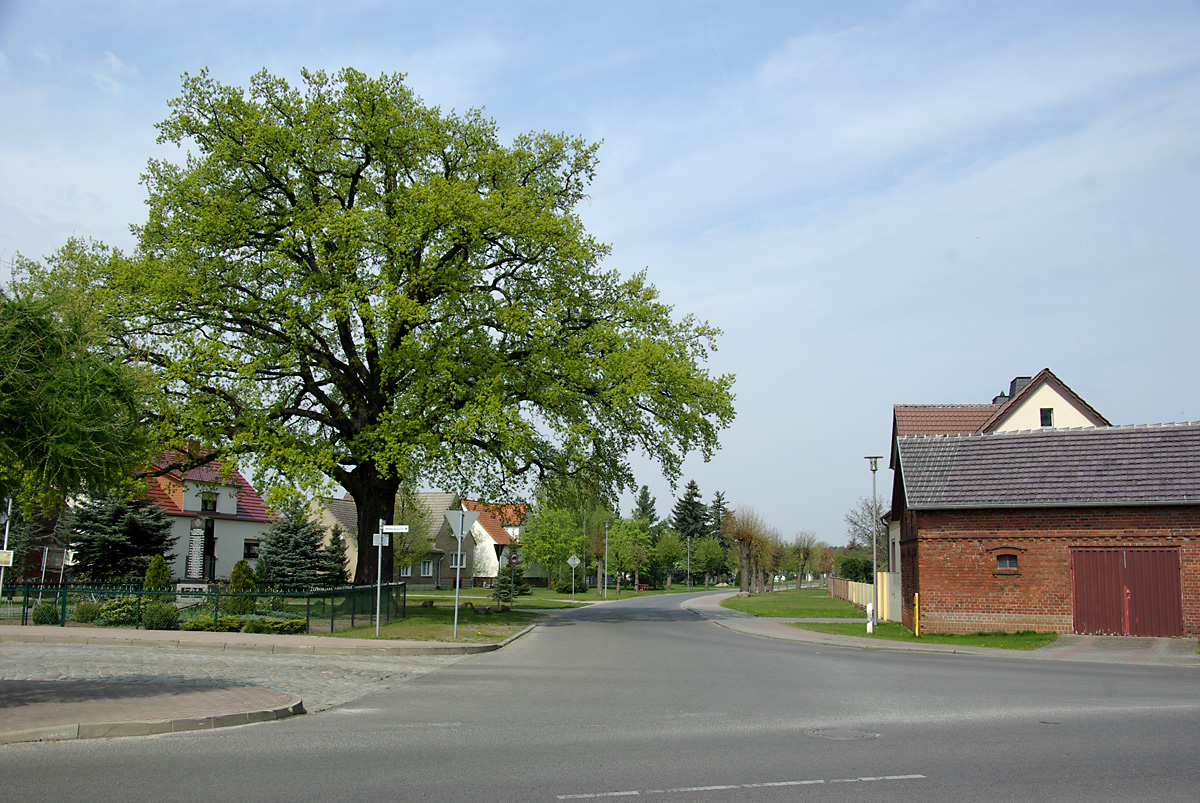
Friedenseiche und Lindenstraße

Guhrow liegt in der Niederlausitz, unmittelbar am östlichen Rand des Spreewaldes. Das Stadtzentrum von Cottbus liegt rund zehn Kilometer südöstlich von Guhrow. Die Gemarkung der Gemeinde grenzt im Norden an die Gemeinde Schmogrow-Fehrow, im Osten an Briesen und im Süden und Westen an Werben. Umliegende Ortschaften von Guhrow sind Schmogrow im Norden, Fehrow im Osten, Briesen im Osten, Gulben im Südosten, Ruben im Süden, Werben im Westen und Burg-Kauper im Nordwesten.
Die Gemeinde liegt im angestammten Siedlungsgebiet der Sorben/Wenden. Öffentliche Gebäude und Einrichtungen, Straßen, Wege, Plätze und Brücken sind zweisprachig beschriftet.

## Gemeindegliederung
Guhrow verfügt über keine Ortsteile, bewohnten Gemeindeteile oder Wohnplätze.

## Geschichte
Guhrow wurde erstmals im Jahr 1469 mit der Bezeichnung Gohr urkundlich erwähnt. Der Ortsname geht auf das niedersorbische Wort gora für Berg zurück und bezeichnet eine auf einer Anhöhe gelegene Siedlung. 1582 wurde der Name Guro genannt, der niedersorbische Ortsname ist aus dem Jahr 1843 als Górow und 1880 als Góry überliefert. Zum Zeitpunkt der Ersterwähnung gehörte Guhrow zur Herrschaft Cottbus, die als Exklave der Mark Brandenburg vom Markgraftum Niederlausitz und später vom Kurfürstentum Sachsen umgeben war. Anfang des 19. Jahrhunderts hatte das Dorf 51 Feuerstellen und 295 Einwohner. Von den Haushalten Guhrows waren sieben Ganz- und fünf Halbbauern, 19 Kossäten, 16 Büdner und ein Rademacher, zudem gab es eine Schmiede im Ort. Kirchlich gehörte Guhrow zu Briesen. Im Jahr 1807 kam das Dorf durch den Tilsiter Frieden in das Königreich Sachsen.
Zu Sachsen gehörte Guhrow nur knapp acht Jahre, nach der auf dem Wiener Kongress beschlossenen Teilung des Königreiches Sachsen wurde die Niederlausitz dem Königreich Preußen zugesprochen. Guhrow lag hier fortan in der Provinz Brandenburg und kam bei der Gebietsreform im Jahr 1816 zum Kreis Cottbus im Regierungsbezirk Frankfurt. Anfang der 1840er Jahre lebten in Guhrow 430 Menschen. Im Jahr 1864 hatte der Ort 537 Einwohner in 78 Wohngebäuden, in der Topografisch-statistischen Übersicht des Regierungsbezirkes Frankfurt sind eine Windmühle und vier Ausbausiedlungen als zu Guhrow gehörend aufgelistet. Bei der Volkszählung vom 1. Dezember 1871 hatte die Landgemeinde Guhrow 503 Einwohner in 88 Familien, von den Einwohnern waren 236 Männer und 267 Frauen; 113 Einwohner waren Kinder unter zehn Jahren. Des Weiteren waren zu diesem Zeitpunkt alle Einwohner von Guhrow evangelisch-lutherischer Konfession.

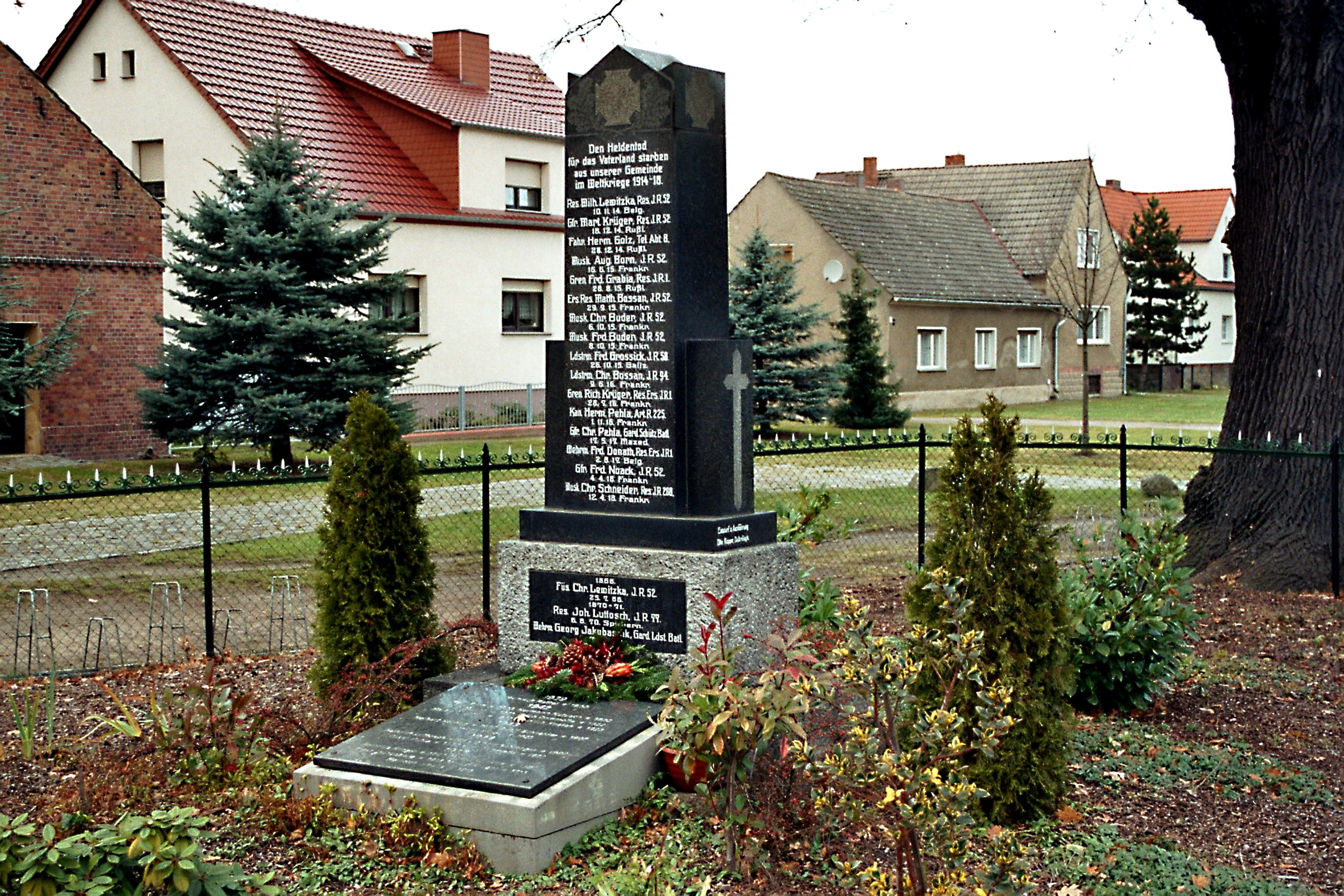
Gefallenendenkmal

Noch bis ins späte 19. Jahrhundert war Guhrow ein rein sorbischsprachiges Dorf. Arnošt Muka ermittelte in Guhrow für seine Statistik über die sorbische Bevölkerung in der Lausitz im Jahr 1884 eine Einwohnerzahl von 510, von denen alle Sorben waren. Der Kreis Cottbus wurde 1886 in Landkreis Cottbus umbenannt. Am 1. Dezember 1910 sind für Guhrow 465 Einwohner verzeichnet. Nach dem Ende des Zweiten Weltkrieges wurde der Ort Teil der Sowjetischen Besatzungszone und lag dort ab 1947 im Land Brandenburg. Seit dem 7. Oktober 1949 gehörte Guhrow zur DDR. Am 1. Juli 1950 wurde die Gemeinde im Zuge einer Gebietsänderung aus dem Landkreis Cottbus in den Landkreis Lübben umgegliedert. Bei der DDR-Kreisreform am 25. Juli 1952 wurden die Landkreise und Länder aufgelöst und Guhrow wurde dem Kreis Cottbus (ab 1954 Kreis Cottbus-Land) im Bezirk Cottbus zugeordnet. Im Jahr 1956 hatten noch knapp 75 Prozent der 594 Einwohner Guhrows Sorbischkenntnisse.
Nach der Wiedervereinigung lag Guhrow zunächst im Landkreis Cottbus in Brandenburg. Am 16. Juli 1992 schloss sich die Gemeinde zur Erledigung ihrer Verwaltungsgeschäfte dem Amt Burg (Spreewald) an. Der Landkreis Cottbus ging am 6. Dezember 1993 im neuen Landkreis Spree-Neiße auf.

## Bevölkerungsentwicklung
| Jahr | Einwohner |
| ---- | --------- |
| 1875 | 500       |
| 1890 | 474       |
| 1910 | 465       |
| 1925 | 495       |
| 1933 | 486       |
| 1939 | 477       |

| Jahr | Einwohner |
| ---- | --------- |
| 1946 | 673       |
| 1950 | 641       |
| 1964 | 547       |
| 1971 | 513       |
| 1981 | 472       |
| 1985 | 464       |

| Jahr | Einwohner |
| ---- | --------- |
| 1990 | 414       |
| 1995 | 420       |
| 2000 | 582       |
| 2005 | 600       |
| 2010 | 558       |
| 2015 | 514       |

| Jahr | Einwohner |
| ---- | --------- |
| 2020 | 534       |
| 2021 | 522       |
| 2022 | 501       |
| 2023 | 502       |
| 2024 | 510       |

Gebietsstand des jeweiligen Jahres, Einwohnerzahl: Stand 31. Dezember (ab 1991), von 2011 bis 2021 auf Basis des Zensus 2011, ab 2022 auf Basis des Zensus 2022

## Politik

### Gemeindevertretung
Die Gemeindevertretung von Guhrow besteht aus acht Gemeindevertretern und dem ehrenamtlichen Bürgermeister. Die Kommunalwahl am 9. Juni 2024 führte bei einer Wahlbeteiligung von 75,5 % zu folgendem Ergebnis:
| Wählergruppe     | Stimmenanteil | Sitze |
| ---------------- | ------------- | ----- |
| Aktiv für Guhrow | 100 %         | 8     |

### Bürgermeister
- 1970–2014: Erna Koppermann[13]
- 2014–2024: Kerstin Jaser (Wählergruppe „Aktiv für Guhrow“)[14]
- seit 2024: Frank Engelking (Wählergruppe „Aktiv für Guhrow“)

Engelking wurde in der Bürgermeisterwahl am 9. Juni 2024 ohne Gegenkandidat mit 83,5 % der gültigen Stimmen für eine Amtszeit von fünf Jahren gewählt.

## Sehenswürdigkeiten
In der Liste der Baudenkmale in Guhrow und in der Liste der Bodendenkmale in Guhrow stehen die in der Denkmalliste des Landes Brandenburg eingetragenen Baudenkmale.
Am Wiesenweg im Norden des Dorfes erinnert ein Gedenkstein an zwei junge Landarbeiter, die am 24. April 1888 von einem Unwetter überrascht und kurz vor Erreichen des Dorfes vom Blitz erschlagen wurden.

## Verkehr
Guhrow liegt an der Landesstraße 51 zwischen Burg (Spreewald) und Cottbus.
Der Haltepunkt Ruben-Guhrow lag an der Schmalspurbahn Lübben–Straupitz–Cottbus, die 1970 stillgelegt wurde.

## Persönlichkeiten
Söhne und Töchter der Gemeinde
- Georg August von Schönfeld (1722–1793), preußischer Generalleutnant
- Friedrich Wilhelm von Schönfeld (1730–1805), preußischer Generalleutnant
- Herbert Zerna (1905–1955), Heimatforscher

## Sport
Der Sportverein im Dorf ist der SV 1912 Guhrow mit Fußball (Kreisoberliga Niederlausitz)  und Tischtennis.